# MECSPE
MECSPE (acronimo di meccanica specializzata) è la fiera italiana di riferimento per l'industria manifatturiera.
Dopo molte edizioni organizzate a Parma, dal 2021 si svolge presso il polo fieristico di Bologna, sempre a cadenza annuale.
A partire dal 2019 Mecspe si svolge anche biennalmente presso la Nuova Fiera del Levante di Bari.

## Manifestazione
Durante la manifestazione vengono trattati temi quali:
- Subfornitura meccanica
- Eurostampi – Macchine e Subfornitura plastica
- Gomma e compositi
- Subfornitura elettronica
- Macchine e utensili
- Trattamenti e finiture
- Fabbrica digitale
- Automazione e Robotica
- Metrologia e controllo di qualità
- Trasmissioni di potenza oleopneumatiche e meccaniche
- Logistica
- Produzione additiva
- Materiali non ferrosi e leghe
- Manifattura additiva
- Modelli di stampa 3D e videogiochi